# Euphyia maximiliana
Euphyia maximiliana är en fjärilsart som beskrevs av Hans Reisser 1933. Euphyia maximiliana ingår i släktet Euphyia och familjen mätare. Inga underarter finns listade i Catalogue of Life.